# Ocskay Ferenc
Ocskói báró Ocskay Ferenc (Ocskó, 1774 – Sopron, 1851. augusztus 6.) császári és királyi kamarás, birtokos, műgyűjtő, főrend.

## Élete
Ocskay József báró tábornok fia. Iskoláit Pozsonyban járta és korán lépett a katonai pályára, de a rajnai hadjárat után, vaksággal fenyegető súlyos betegsége miatt kénytelen volt a katonai pályáról lelépni. Birtokára vonult, ahol a művészetnek és tudománynak szentelte idejét; különösen kedvelte a természetrajzot, szorgalmasan gyűjtötte a növényeket, állatokat és ásványokat. 1829-ben a sajátkezűleg kitömött emlősök és madarak szép gyűjteményét a Magyar Nemzeti Múzeumnak ajándékozta. Ekkor birtokáról Sopronba költözött és innét természettudományi ismereteinek gyarapítására nagyobb utazást tett Olaszországba, Szlavóniába és Horvátországba; ezen utazásait többször ismételte és gazdag rovargyűjteményt szerzett. Gyűjtőszenvedélyét a régészeti tárgyakra is kiterjesztette; különösen érdekesek voltak a Magyarországra vonatkozó érmei, melyeket a Nummi Hungariae (Buda, 1841.) című munka is felsorol. Több külföldi tudós társaságnak tagja volt.
Cikkei a Nov. Act. Acad. Leop. cz. gyűjteményben (XIII. Bonn, 1826. Gryllorum Hungariae indigenorum species aliquot, XV. 2. Mus pratensis species, szinezett táblával, XVI. 2. 1833. Orthoptera nova); a Tudománytárban (1836. X. Római felirások Sopronban).